# Bill Steer
Bill Steer, cuyo nombre completo es William Geoffrey Steer, es un guitarrista y cantante inglés, fundador de las bandas inglesas Firebird y Carcass. Entre 1987 y 1989 además fue guitarrista de Napalm Death. 
Es destacable la versatilidad de Steer, el cual ha pasado por bandas de death metal, grindcore y blues rock. Como vocalista es también bastante versátil, siendo capaz tanto de encargarse de extremas voces guturales como de voces más limpias y metaleras. 
En la década de los 80 él y su compañero en Carcass Jeff Walker aparecieron en un capítulo de la serie inglesa de ciencia ficción Enano Rojo, haciendo de miembros de la banda de punk anarquista Smeg and the Heads.
En 2008 Steer participó en la gira de reunión de Carcass que les llevó a tocar en varios festivales veraniegos, además de seguir tocando y girando con los Firebird.
Es vegetariano desde 1986 y hubo una época en que fue vegano.

## Discografía

### Napalm Death
- 1987 - Scum (track 12-28)
- 1988 - From Enslavement to Obliteration
- 1989 - Mentally Murdered

### Carcass
- 1988 - Reek of Putrefaction
- 1989 - Symphonies of Sickness
- 1991 - Necroticism: Descanting the Insalubrious
- 1993 - Heartwork
- 1996 - Swansong
- 2013 - Surgical Steel
- 2021 - Torn Arteries

### Firebird
- 2000 - Firebird
- 2001 - Deluxe
- 2003 - No. 3
- 2006 - Hot Wings
- 2009 - Grand Union
- 2010 - Double Diamond